# Jarov (Plzeň-jih)
Jarov é uma comuna checa localizada na região de Plzeň, distrito de Plzeň-jih.